# Veterinäramt (Schweiz)
Das Veterinäramt oder der Veterinärdienst (französisch Service de la consommation et des affaires vétérinaire, italienisch Ufficio del veterinario cantonale), wobei in einigen Kantonen andere Begriffe verwendet werden, ist eine auf kantonaler Ebene angesiedelte Organisationseinheit, das einem kantonalen Departement untersteht. Das Amt ist für das Veterinärwesen zuständig, das in der Regel den Tierschutz, die Tiergesundheit, das Hundewesen wie auch die Lebensmittelsicherheit (Fleischhygiene) umfasst. Die Organisation ist den Kantonen überlassen, weswegen in einigen Kantonen das Veterinärwesen einem übergeordneten Amt angesiedelt ist.
Der Amtsleiter ist in der Regel der Kantonstierarzt; in seinem Auftrag amten Amtstierärzte.

## Aufgabenbereiche
Im Allgemeinen übernimmt das Amt – Abweichungen in einzelnen Kantonen vorbehalten – folgende Aufgaben:
- Tierschutz: Reguläre sowie bei gemeldeten Missständen ausgeführte Kontrollen. Tierhalte- und Tierversuchsbewilligungen.
- Hundewesen: Verhaltensauffällige Hunde, Prävention und Bearbeitung von Bissvorfällen, Kontrolle der Hundepopulation, Halteberechtigungen für indizierte Hunderassen, Sachkundenachweise.
- Tiergesundheit: Überwachung und Bekämpfung von Tierseuchen und Zoonosen, Bienenhaltung, Viehhandel, Ausstellungen usw.
- Lebensmittelsicherheit: Bewilligungen und Kontrolle von Schlachtbetrieben, fachgerechter Einsatz von Tierarzneimitteln.
- Darüber hinaus sind einige Ämter auch für Findeltiere oder für Tierimporte/-exporte zuständig.